# Triphosa amdoensis
Triphosa amdoensis är en fjärilsart som beskrevs av Alphéraky 1897. Triphosa amdoensis ingår i släktet Triphosa och familjen mätare. Inga underarter finns listade i Catalogue of Life.